# Canton de Mâcon-1
Le canton de Mâcon-1 est une circonscription électorale française du département de Saône-et-Loire.

## Histoire
Un nouveau découpage territorial de Saône-et-Loire entre en vigueur à l'occasion des élections départementales de 2015. Il est défini par le décret du 18 février 2014, en application des lois du 17 mai 2013 (loi organique 2013-402 et loi 2013-403). Les conseillers départementaux sont, à compter de ces élections, élus au scrutin majoritaire binominal mixte. Les électeurs de chaque canton élisent au Conseil départemental, nouvelle appellation du Conseil général, deux membres de sexe différent, qui se présentent en binôme de candidats. Les conseillers départementaux sont élus pour 6 ans au scrutin binominal majoritaire à deux tours, l'accès au second tour nécessitant 12,5 % des inscrits au 1er tour. En outre la totalité des conseillers départementaux est renouvelée. Ce nouveau mode de scrutin nécessite un redécoupage des cantons dont le nombre est divisé par deux avec arrondi à l'unité impaire supérieure si ce nombre n'est pas entier impair, assorti de conditions de seuils minimaux. Dans la Saône-et-Loire, le nombre de cantons passe ainsi de 57 à 29.
Le canton de Mâcon-1 est formé de communes des anciens cantons de Mâcon-Centre (1 commune) et de Mâcon-Nord (1 commune) et d'une fraction de la commune de Mâcon. Il est entièrement inclus dans l'arrondissement de Mâcon. Le bureau centralisateur est situé à Mâcon.

## Représentation
| Période élective | Période élective | Mandat | Mandat   | Identité              | Nuance | Nuance | Qualité |
| ---------------- | ---------------- | ------ | -------- | --------------------- | ------ | ------ | --- |
| 2015             | 2021             | 2015   | 2021     | Florence Battard      |        | UDI    | Proviseur de lycée Vice-présidente de la Communauté d'agglomération du Mâconnais-Beaujolais Agglomération Conseillère municipale de Mâcon, déléguée à la vie étudiante 10e vice-présidente - Services publics et concertation citoyenne |
| 2015             | 2021             | 2015   | 2021     | Jacques Tourny        |        | LR     | Médecin généraliste Adjoint au Maire de Mâcon jusqu'en 2020 Maire délégué de Loché |
| 2021             | 2028             | 2021   | en cours | Jean-Patrick Courtois |        | LR     | Attaché principal de préfecture Maire de Mâcon Président de Mâconnais Beaujolais Agglomération 7ème Vice-Président du conseil départemental                                                                                             |
| 2021             | 2028             | 2021   | en cours | Christine Robin       |        | UDI    | Chef d'entreprise Maire de Charnay-lès-Mâcon |

### Résultats détaillés

#### Élections de mars 2015
À l'issue du 1er tour des élections départementales de 2015, deux binômes sont en ballottage : Florence Battard et Jacques Tourny (Union de la Droite, 36,24 %) et Stéphane Guiguet et Joëlle Marzio (PS, 27,34 %). Le taux de participation est de 45,75 % (7 191 votants sur 15 718 inscrits) contre 50,75 % au niveau départemental et 50,17 % au niveau national.
Au second tour, Florence Battard et Jacques Tourny (Union de la Droite) sont élus avec 58,84 % des suffrages exprimés et un taux de participation de 44,56 % (3 735 voix pour 7 002 votants et 15 714 inscrits).

#### Élections de juin 2021
Le premier tour des élections départementales de 2021 est marqué par un très faible taux de participation (33,26 % au niveau national). Dans le canton de Mâcon-1, ce taux de participation est de 29,65 % (4 715 votants sur 15 901 inscrits) contre 32,7 % au niveau départemental. À l'issue de ce premier tour, deux binômes sont en ballottage : Jean-Patrick Courtois et Christine Robin (Union au centre et à droite, 47,3 %) et Emmanuel Jallageas et Claire Miserere (DVG, 26,78 %).
Le second tour des élections est marqué une nouvelle fois par une abstention massive équivalente au premier tour. Les taux de participation sont de 34,36 % au niveau national, 33,9 % dans le département et 30,94 % dans le canton de Mâcon-1. Jean-Patrick Courtois et Christine Robin (Union au centre et à droite) sont élus avec 63,48 % des suffrages exprimés (2 863 voix pour 4 920 votants et 15 904 inscrits),,.

## Composition
| Nom                           | Code Insee | Intercommunalité                      | Superficie (km2) | Population (dernière pop. légale)                | Densité (hab./km2) | Modifier                                    |
| ----------------------------- | ---------- | ------------------------------------- | ---------------- | ------------------------------------------------ | ------------------ | ------------------------------------------- |
| Mâcon (bureau centralisateur) | 71270      | CA Mâconnais Beaujolais Agglomération | 27,04            | Fraction : 14 307 (2022) Commune : 34 759 (2022) | 1 285              | modifier les données · modifier les données |
| Charnay-lès-Mâcon             | 71105      | CA Mâconnais Beaujolais Agglomération | 12,56            | 8 154 (2022)                                     | 649                | modifier les données · modifier les données |
| Sancé                         | 71497      | CA Mâconnais Beaujolais Agglomération | 6,56             | 2 158 (2022)                                     | 329                | modifier les données · modifier les données |
| Canton de Mâcon-1             | 7121       |                                       |                  | 24 619 (2022)                                    |                    | modifier les données                        |

Le canton de Mâcon-1 comprend :
1. deux communes entières,

Frontière du canton dans la commune de Mâcon

2. la partie de la commune de Mâcon située au nord d'une ligne définie par l'axe des voies suivantes : boulevard Henri-Dunant, boulevard des Perrières, rue de Flacé, boulevard des Neuf-Clés, rue Beau-Site, ligne droite dans le prolongement de la rue Beau-Site, rue Ambroise-Paré, jusqu'à la limite territoriale de la commune de Charnay-lès-Mâcon.

## Démographie
En 2022, le canton comptait 24 619 habitants, en évolution de +6,68 % par rapport à 2016 (Saône-et-Loire : −1,06 %, France hors Mayotte : +2,11 %).
| 2013   | 2018   | 2022   |
| ------ | ------ | ------ |
| 21 952 | 23 709 | 24 619 |